# Vladislav Vančura
Vladislav Vančura (Háj ve Slezsku, 26. lipnja 1891. – Prag, 1. lipnja 1942.) bio je češki književnik i prvi predsjednik Umjetničkoga saveza Devětsil. 

## Životopis
Rođen je 26. lipnja 1891. u mjestu Háj ve Slezsku u plemićkoj obitelji; njegovi roditelji su bili Václav Vojtěch Vančura i Maria Svobodová. Pohađao je gimnaziju te je u listopadu 1915. upisao pravo na fakultetu Karlovog sveučilišta u Pragu. U zimu 1916. mijenja smjer te završava medicinu, nakon čega je kratko radio kao liječnik. Za vrijeme Drugog svjetskog rata bio je veoma aktivan u češkom pokretu otpora. Kasnije je i kao taoc uhićen te strijeljan. Najpoznatija su mu djela: "Amazonska struja" (1923.), "Trbonja i Vidonja" (1924.), "Pekar Jan Marhoul" (1924.), "Markéta Lazarová" (1931.), i "Horvatova obitelj" (1938.)